# Pastuchów
Pastuchów (alemán: Puschkau) es una localidad del distrito de Świdnica, en el voivodato de Baja Silesia (Polonia). Se encuentra en el suroeste del país, dentro del término municipal de Jaworzyna Śląska, a unos 4 km al norte de la localidad homónima y sede del gobierno municipal, a unos 12 al norte de Świdnica, la capital del distrito, y a unos 46 al suroeste de Breslavia, la capital del voivodato. Pastuchów perteneció a Alemania hasta 1945.
- Datos: Q1466125
- Multimedia: Pastuchów / Q1466125